# Novellana
Novellana (Nuviana o Nuveana en asturiano) es una parroquia del concejo de Cudillero, en el Principado de Asturias (España). Alberga una población de 310 habitantes (INE 2016) en más de 80 Viviendas 
Está situada al oeste del municipio. Limita al norte con el mar Cantábrico; al este, con la parroquia de Soto de Luiña; al sur, con el concejo de Valdés, concretamente, con la parroquia de Arcallana; y al oeste, con la parroquia de Ballota.

## Premios y distinciones
Novellana recibió en 1992, junto con Soto de Luiña, el Premio Príncipe de Asturias al «Pueblo ejemplar». Dicho galardón sirvió para destacar el esfuerzo, la solidaridad y la imaginación del movimiento vecinal del que se destacó su candidatura conjunta como ejemplo de un aunar esfuerzos superando cualquier rivalidad.
También en 1962, fue ganador en el Concurso al Pueblo más bonito de Asturias.
El acta del Jurado argumenta la concesión del premio:
“Por la ejemplar labor de recuperación y defensa del patrimonio histórico-artístico concretado en la restauración del hospital de peregrinos, de la iglesia y de su retablo mayor en Soto de Luiña. A la que se une la dimensión cívica y popular que representan los trabajos de mejora y embellecimiento de Novellana que tiene su expresión en numerosas obras entre las que destacan la realización de importantes instalaciones deportivas y sobre todo la reconstrucción de su Casa de la Cultura”. (antigua escuela).
En su discurso el entonces Príncipe de Asturias Don Felipe de Borbón (hoy SAR Felipe VI) alabó el trabajo conjunto y la apuesta por el acercamiento de la cultura a la población mediante la creación de los Centros Culturales, como “símbolo de una innovadora actitud y de una preocupación por los valores en los que reside el verdadero progreso y la verdadera libertad de los pueblos”

## Poblaciones
Según el nomenclátor de 2016 la parroquia está formada por las poblaciones de:
- Castañeras (lugar: +20 habitantes.)
- Novellana (Nuviana o Nuveana en asturiano) (lugar): 310 habitantes.
- Resiellas (casería): +12 habitantes.